# Massacres des foibe

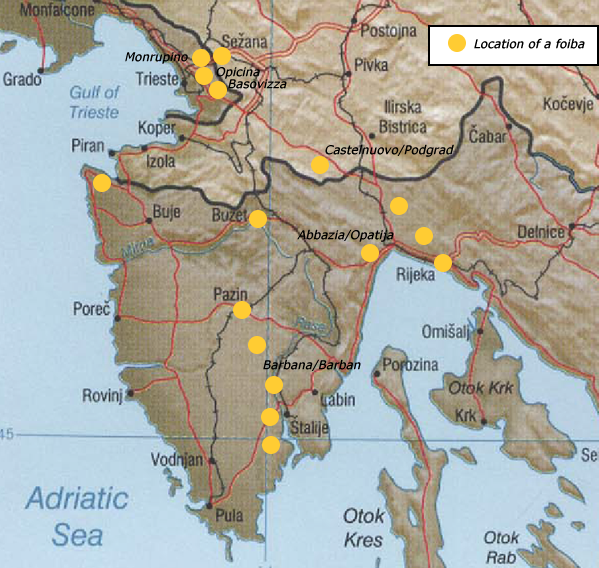
Localisation de quelques foibe en Istrie et à proximité.

Les massacres des foibe sont des exécutions de masse commises dans le cadre de la terreur rouge du régime titiste pour chasser les minorités italophones de Dalmatie et d'Istrie, en théorie et selon les déclarations officielles « pour venger les massacres fascistes » pendant l'occupation italienne, en pratique et selon les récits de l'époque en utilisant des grottes naturelles appelées localement foibe (pluriel de foiba ['fɔiba], terme frioulan dérivé du latin fovea, fosse, cavité), cavités d'origine karstique, dans des régions italiennes ou autrefois italiennes.
Ces gouffres, débouchant à la surface par des conduits presque verticaux, avaient déjà été le théâtre d'exécutions sommaires dans le cadre du front yougoslave de la Seconde Guerre mondiale, où aucun des belligérants (Wehrmacht, Waffen SS, Italiens mussoliniens, Oustachis croates et partisans communistes) ne respectait les conventions de Genève, et massacrait ses prisonniers ne fut-ce que pour ne pas avoir à les nourrir ou soigner. Lors de la conquête par les partisans communistes de la ville de Trieste et des régions du nord-est de l'Italie, des milliers de personnes, fascistes, soupçonnées de l'avoir été, ou tout simplement italiennes, y ont été assassinées, non sans lien avec les revendications territoriales yougoslaves sur cette région ; c'est dans ce contexte que Tito reprend à son compte le terme etničko čišćenje (« purification ethnique ») inventé en 1860 par Vuk Karadžić dans un autre contexte, celui de la séparation, dans les Balkans, des groupes chrétiens panslaves et musulmans pro-turcs,.

## Présentation desfoibe

Schéma simplifié d'une foiba.

### Signification
« Foiba » est le terme local d'origine frioulane utilisé pour désigner les grandes dolines typiques du karst, nombreuses dans cette partie de l'Istrie. Environ 1 700 de ces gouffres ont été dénombrés dans la péninsule.

### Localisation
Ces gouffres sont nombreux en Italie du nord-est, dans la province de Trieste, dans l'ouest de la Slovénie ayant appartenu à l'ancienne région italienne de Vénétie julienne, et en Croatie occidentale dans de nombreuses zones de l'Istrie et de Dalmatie.
Il s'agit d'un secteur karstique, composé de roches calcaires, également dénommé « Carso » et présentant de nombreux réseaux de cours d'eau souterrains et des milliers de grottes de dimensions variables, paradis des spéléologues, la plus importante étant la Grotta Gigante. Ce secteur a été reconnu comme réserve de biosphère par l'UNESCO.

## Histoire

### Années 1920
En Istrie alors italienne, dès les années 1930, les foibe ont été utilisées par les fascistes pour intimider, chasser vers la Yougoslavie ou éliminer physiquement les Slaves ; dans ce dernier cas, les foibe servirent de fosses communes pour les victimes.

### Durant la Seconde Guerre mondiale
Pendant la Seconde Guerre mondiale, à partir du 8 septembre 1943, alors que l'Italie se retire de la guerre, les troupes nazies de la zone d'opérations de la côte Adriatique et les troupes yougoslaves communistes restent seules face-à-face, or les deux considèrent les Italiens comme des traîtres et des ennemis, mais comme les militaires italiens évacuent la zone, ce sont les civils italiens qui subissent les représailles : entre 5 000 et 10 000 personnes de tous âges et conditions), furent précipitées dans ces gouffres, mortes ou vivantes. Lorsque l'armée allemande reconquiert quelques zones, les services de propagande du Troisième Reich ne manquent pas de souligner la cruauté des partisans communistes, mais lorsque ceux-ci reviennent, ce sont les services du maréchal Tito qui attribuent toutes les exactions aux nazis. Quoi qu'il en soit, l'apogée des massacres des foibe se produit en mai et juin 1945, lors de l'arrivée presque conjointe des Yougoslaves et des Alliés à Trieste, et se poursuit jusqu'en 1947 où le traité de paix de Paris mit fin aux hostilités, attribuant définitivement toute la Dalmatie et la majeure partie de l'Istrie à la Yougoslavie, ce qui mit fin à tout espoir des habitants italophones de ces régions de pouvoir y demeurer, et provoqua le départ de la plupart d'entre eux pour l'Italie.
La mémoire de ces massacres, comme celle de beaucoup d'autres crimes de masse, fait toujours polémique de nos jours. Le gouvernement italien soutient qu'il s'agit d'un nettoyage ethnique contre la population italienne, alors que les gouvernements croate et slovène, bien que désormais membres de l'Union européenne, sont restés sur les positions du gouvernement communiste yougoslave selon lesquelles seuls des miliciens fascistes et autres criminels de guerre ont éliminés pendant les combats de la libération ; d'ailleurs ces positions de l'époque de la guerre froide dépassent largement les massacres des foibe et minimisent ou occultent la présence et l'influence italienne sur les côtes yougoslaves durant les quinze siècles allant de l'arrivée des Slaves méridionaux au VIe siècle jusqu'aux expulsions de la moitié du XXe siècle, en passant par l'oubli du « millénaire vénitien ».

### Durant l'après guerre

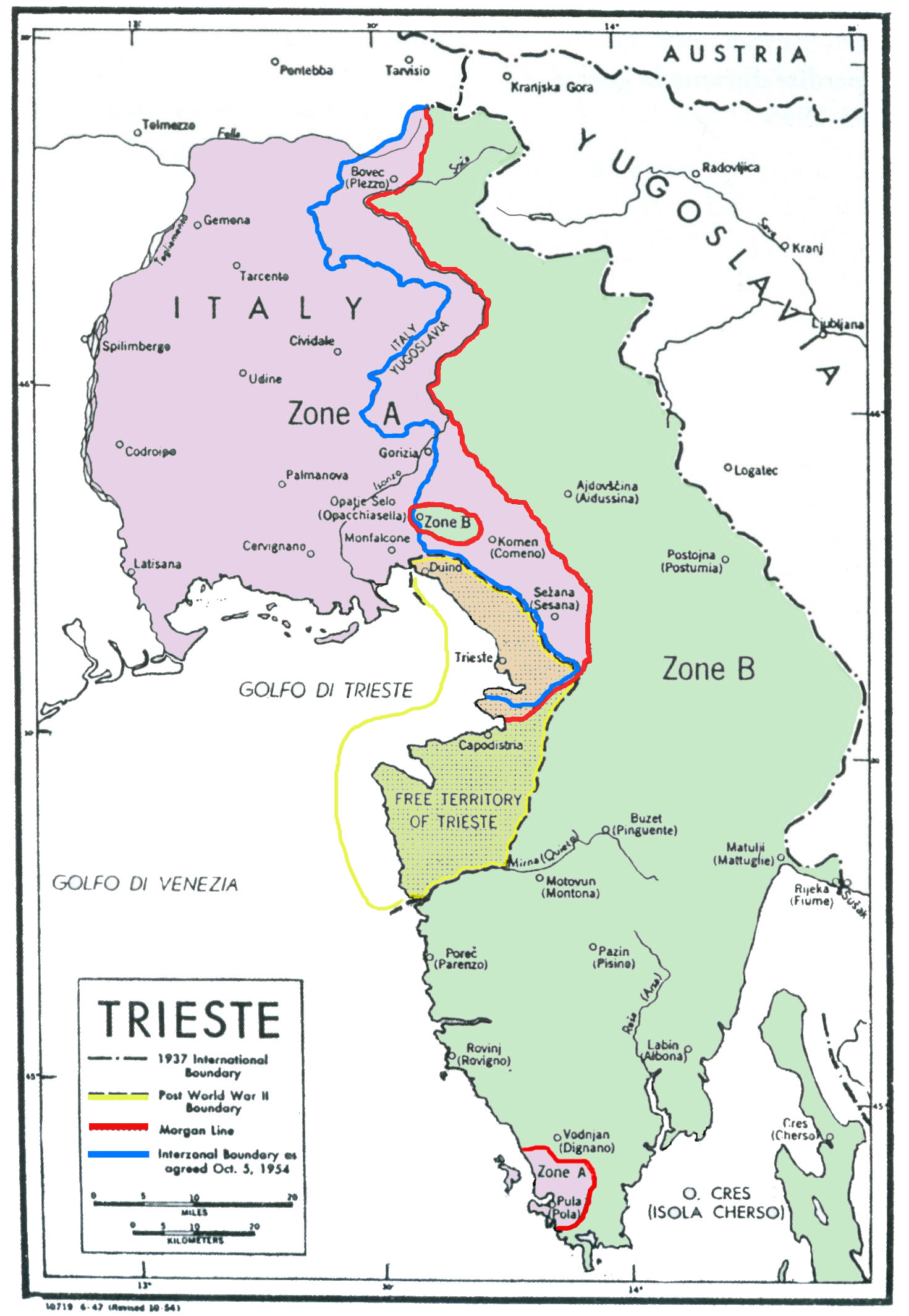
La division de la Vénétie julienne entre juin 1945 et septembre 1947, avec la zone A en lilas, la zone B en vert, la ligne Morgan en rouge, le territoire libre de Trieste en surimpression jaune et la frontière de 1954 en bleu.

Les massacres des foibe connurent, dans l'immédiat après-guerre, deux périodes distinctes :
- les premiers, limités, résultent d'une insurrection spontanée des Slaves contre ceux des Italiens qui avaient appartenu au régime fasciste désormais vaincu, ou qui l'avaient soutenu, dans une sorte de « réparation » ou vengeance des avanies subies pendant les décennies précédentes. Ces prime foibe, que certains historiens slovènes et croates considèrent comme « explicables » sinon excusables, furent l'expression de la colère des minorités et firent un nombre limité de victimes (quelques centaines). La thèse officielle du gouvernement communiste yougoslave, à savoir qu'il se serait agi d'une véritable révolution populaire, est cependant mise en doute par des historiens comme Gianni Oliva[8].
- les seconds, ou massicci massacri ne doivent absolument pas être confondus avec les précédents et les tueries n'eurent d'ailleurs pas forcément lieu aux abords des foibe : il s'agit d'exécutions de masse ordonnées par le maréchal Tito pour assurer par la terreur sa domination sur la Vénétie julienne et l'Istrie (et donc sur la population italienne) mais aussi pour se débarrasser d'opposants politiques, y compris croates et slovènes. Les foibe, dans cette seconde phase, servirent surtout de fosses communes pour y déverser les cadavres, aspergés de carburant et mis à feu. La justification morale et sociale des massacres par Tito, à savoir l'« extermination des ennemis de classe »[9] n'exclut pas le projet de nettoyage ethnique de son régime, qui ne persécuta aucune minorité dont les ressortissants vivaient dans d'autres pays communistes mais seulement les italophones et les germanophones dont les « mères-patries », à savoir l'Italie et l'Autriche, faisaient partie du « camp impérialiste » et étaient susceptibles de formuler des revendications (territoires, réparations) à l'encontre de la Yougoslavie communiste. Ce nettoyage ethnique entrait dans un plan plus général visant à revendiquer pour la Yougoslavie toutes les zones où existait une minorité linguistique slave, aussi minime soit-elle, c’est-à-dire le Frioul jusqu'au Tagliamento, Trieste, l'Istrie et toute la Dalmatie : les ordres reçus par la IVe armée yougoslave étaient clairs : arriver coûte que coûte avant les Alliés à Trieste — les Néo-Zélandais (2e division) n'entreront à Trieste que le lendemain.

Ce sujet, naturellement tabou en Yougoslavie et dans les états issus de sa dislocation, l'a aussi longuement été en Italie. Le nombre total des victimes, quelles que soient leurs nationalités, est estimé actuellement à environ 17 000 personnes[réf. nécessaire], ce chiffre correspond à l'ensemble des victimes, civiles et militaires, sur toute l'étendue du territoire de l'Istrie et des zones voisines : le chiffre moyen de 12 000 à 15 000 victimes a été avancé[réf. nécessaire], tandis que certains auteurs réduisent ce chiffre à 4 000 ou 5 000 victimes[réf. nécessaire]. Le journal français Le Monde évoque le chiffre de 10 000 « infoibati » (mot italien désignant les victimes, littéralement les infoïbés - les « jetés dans les foïbe »).
L'ampleur ou la signification de ces massacres sont remis en cause par les négationnistes des foïbe (it). Comme pour tous les génocides ou les massacres de masse, les négationnistes, partisans ou défenseurs des autorités ayant ordonné les exécutions, tendent d'abord à nier purement et simplement l'existence des faits. Lorsque les archives s'ouvrent et que les études se multiplient et passent du stade de la collection de témoignages à celui de preuves médico-légales et documentaires, les négationnistes minimisent autant que possible le nombre de victimes, nient la volonté de tuer des donneurs d'ordres (en attribuant les morts à des erreurs logistiques ou à des excès de zèle les exécutants), justifient les meurtres par le contexte de violence de l'époque, ou encore accusent les victimes de s'être toutes rendues coupables de la collaboration avec l'ennemi. Le cas des foïbe ne fait pas exception : ainsi, le collectif négationniste appelé « Nicoletta Bourbaki », partie prenante du groupe « Wu Ming », considère le thème des foibe comme une « construction idéologique ayant pour origine un récit inventé par des vétérans du fascisme afin de dissimuler ou de légitimer leurs crimes »,.

### Le site de Basovizza
Située entre la frontière italo-slovène et la ville de Trieste, la foiba de Basovizza (Basovica) n'en est pas une, car ce n'est pas un gouffre naturel mais un ancien puits de mine de l'époque austro-hongroise.
Durant les quarante jours de présence de l'armée yougoslave, à la fin de la Seconde Guerre mondiale, « le comité de libération nationale de Trieste annonça qu'il avait été procédé à des exécutions de traîtres à Basovica ». Au cours de l’été qui suivit, les troupes alliées récupérèrent des corps qui avaient été jetés dans la fosse, comprenant femmes et enfants. D’autres fouilles furent de nouveau pratiquées durant les années 1948 et 1953 confirmant que des familles entières y avaient été précipités et incinérées. Les détails s'accumulant et les témoins sortant de leur silence craintif, ce puits de mine finit par être considéré comme l'un des lieux majeurs de la répression effectuée par les titistes. Au cours de l'année 1959, l’orifice fut couvert par la pose d'une dalle en béton. En 1980, le site de Basovizza a été décrété monument d’intérêt national par l'État italien.

## Évocations

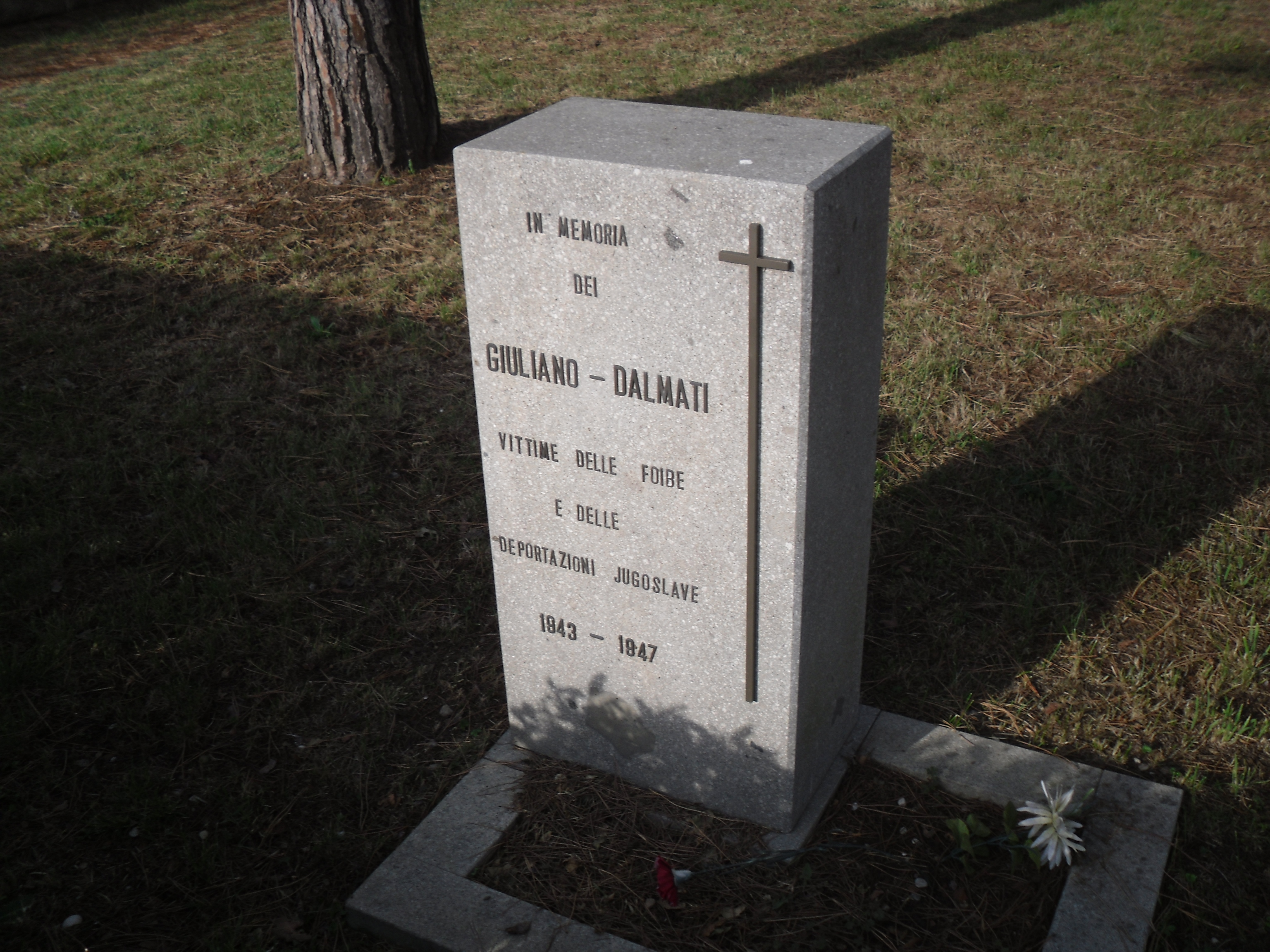
Stèle en mémoire des victimes des foibe, à Padoue (Italie).

Partout en Europe, l'exploration spéléologique doit toujours faire l'objet d'une demande officielle et se faire avec un équipement adéquat dans le cadre d'un club agréé, mais dans le cas des foïbe, l'obligation de signaler d'éventuelles dépouilles humaines ou artefacts est à l'origine de nouvelles découvertes de restes humains presque à chaque descente.

### Devoir de mémoire
La Journée du Souvenir (Giornata del ricordo), qui aurait dû faire partie d'un devoir de mémoire politiquement neutre et à connotation avant tout historique « en mémoire des victimes des foibe et de l'exode des Istriens, des habitants de Fiume et des Dalmates », est devenue en Italie un enjeu politique, car a été instituée en 2004 par une loi sur le projet du gouvernement de Silvio Berlusconi sous la pression notamment de l'Alliance nationale (parti de droite), tandis que la gauche s'y opposait. La journée est célébrée le 10 février, date du traité de Paris de 1947 qui mit fin aux massacres et donna l'essentiel de l'Istrie à la Yougoslavie. La première commémoration a eu lieu le 10 février 2005.

### Polémique italo-croate
Giorgio Napolitano, alors président italien, ancien communiste, a pourtant approuvé le 10 février 2007 comme journée du Souvenir en déclarant :

« Nous ne devons pas taire, mais assumer la responsabilité d'avoir nié ou tendu à ignorer la vérité en raison de préjugés idéologiques et de notre aveuglement politique le drame du peuple julien-dalmate. Ce fut une tragédie cachée en raison de calculs diplomatiques et de convenances internationales. Aujourd'hui, alors qu'en Italie nous avons enfin mis un terme à ce silence sans justification et que nous nous sommes engagés en Europe à reconnaître la Slovénie comme un partenaire amical et la Croatie comme un nouveau candidat à l'entrée dans l'Union, nous devons répéter avec force que partout, au sein du peuple italien comme dans les rapports entre les peuples, une part de la réconciliation que nous souhaitons fermement, se situe dans la vérité. C'est ce qui dans la « journée du Souvenir »  est justement un engagement solennel : le rétablissement de la vérité. »

Loin d'approuver cette démarche, le président croate, alors Stipe Mesić, s'est dit « consterné » par cette déclaration « dans laquelle il est impossible de ne pas apercevoir des éléments de racisme affirmé, de révisionnisme historique et de revanchisme politique ». Il se dit également « désagréablement surpris par le contenu et par le ton » de cette déclaration. Après une semaine de polémiques, les Italiens et les Croates parviennent à une position commune, exigée par l'Union européenne. Une lettre du président slovène serait également parvenue au président italien selon La Repubblica et Il Corriere della sera.

### Œuvre littéraire
Bien avant que ces lieux soient évoqués pour des raisons historico-politiques, le terme de foïbe est utilisé par Jules Verne dans son roman Mathias Sandorf, paru en 1885 : le héros tombe dans un de ces trous au cours du récit,.

## Histoire naturelle
Bien avant les imprudences et les cruautés du genre humain, les foïbe ont piégé au fil des millénaires de nombreux minéraux et animaux, de sorte que pour les minéralogistes et les paléontologues ce sont de véritables conservatoires de structures minérales solubles par l'eau : roches carbonatées, gypse, anhydrite, sel gemme, mais aussi ossements fossiles de toute la faune paléarctique et, dans les eaux courantes, des animaux rares et énigmatiques comme l'amphibien le Protée anguillard.

### Œuvre cinématographique
- Red Land (Rosso Istria) (it) est un film dramatique et historique italien de 2018 réalisé, écrit et produit par Maximiliano Hernando Bruno. La diffusion de ce film a déclenché de nombreuses polémiques en Italie, notamment sur les réseaux sociaux, malgré le soutien d'une grande partie de la classe politique[17].